# プランジャー (SS-2)
|          |                                                 |
| 艦歴     |                                                 |
| 発注     |                                                 |
| 起工     | 1901年5月21日                                   |
| 進水     | 1902年2月1日                                    |
| 就役     | 1903年9月19日                                   |
| 退役     | 1913年2月24日                                   |
| 除籍     |                                                 |
| その後   | スクラップとして売却                            |
| 性能諸元 |                                                 |
| 排水量   | 107トン                                         |
| 全長     | 64 ft (20 m)                                    |
| 全幅     | 12 ft (4 m)                                     |
| 吃水     | 11 ft (3 m)                                     |
| 機関     |                                                 |
| 最大速   | 水上：8ノット (15 km/h) 水中：7ノット (13 km/h) |
| 乗員     | 7名                                             |
| 兵装     | 18インチ魚雷発射管1門                           |

プランジャー (USS Plunger, SS-2) は、アメリカ海軍の潜水艦。プランジャー級潜水艦の一隻。

## 艦歴
プランジャーは1901年5月21日にニュージャージー州エリザベスのクレセント造船所で起工した。1902年2月1日に進水し、1903年9月19日にニューヨーク州ニューサフォークのホーランド・トーピードボート社で就役する。
就役後はロードアイランド州ニューポートの海軍水雷ステーションに配属され、水雷実験任務に従事する。プランジャーは同地を拠点として続く2年間を過ごし、その任務が中断されたのは1904年3月と11月にニューサフォークのホーランド社でオーバーホールを受けた期間のみであった。機械類や兵装、戦術試験に加えて、プランジャーは新たな潜水艦の乗組員のための訓練艦として任務に従事した。
1905年8月、プランジャーは2週間の維持作業後22日にホーランド社を出航した。タグボートのアパッチ (USS Apache) によってニューヨークまで牽引され、同地でセオドア・ルーズベルト大統領の自宅近くで公試を行う。その日の午後の到着に際して、プランジャーはタグボートに並んで係留され、大統領の訪問に対する準備を行った。
翌朝プランジャーはバッテリーを充電し、続いて5回の短い潜水を行う。その後再びアパッチの側に停泊して充電を行った。その日の午後、ルーズベルト大統領がプランジャーに乗艦し一連の潜水を行い、2時間後にアパッチの側に停泊した。ルーズベルトはその後1時間ほどを乗艦して過ごした。
ルーズベルトの風変わりな航海は大いに好奇心を刺激した。9月6日にルーズベルトはオイスター・ベイからハーマン・スペック・フォン・スタインバーグに対してこの体験に関する手紙を記している。
プランジャーは1905年11月3日に退役し、1907年2月23日まで不活性化のまま保管された。1909年5月3日にチェスター・ニミッツ少尉が艦長として着任した。ニミッツ提督は後に当時の潜水艦を「ジュール・ベルヌのファンタジーと、猫背のクジラの雑種」との様に考えたと語っている。その年の9月、プランジャーはニューヨークを訪れ、ハドソン＝フルトン記念祭に参加した。
プランジャーは再びチャールストン海軍工廠へ配属され、1909年10月24日に到着、大西洋潜水艦隊の母艦である砲艦キャスティン (USS Castine, PG-6) の側に係留された。間もなくキャスティンの医官、マイカジャー・ボーランドがプランジャーともう2隻の潜水艦を検査した。彼による報告書はこれらの艦の居住環境をありありと記述している。報告書には「これらの艦の衛生状態は、彼らがおよそ45時間だけしか航海しなかったという事実にもかかわらず、衛生的な状態からは程遠い。」との様に記述された。
プランジャーは1911年11月17日に A-1 と改名された。1916年までに A-1 は「実験目標『標的 E Target E』」と認可された。プランジャーは元モニター、ピューリタン (USS Puritan, BM-1) の船体に搭載されて、1921年に売却が認可された。その後1922年にスクラップとして売却された。